# Blepephaeus infelix
Blepephaeus infelix là một loài bọ cánh cứng trong họ Cerambycidae.